# Bibiani/Ahwiaso/Bekwai
Bibiani/Ahwiaso/Bekwai är ett distrikt i Ghana.   Det ligger i regionen Västra regionen, i den sydvästra delen av landet, 260 km väster om huvudstaden Accra.